# Вінський Григорій Степанович
Вінський Григорій Степанович (1752 — після 1818) — український просвітник, письменник-мемуарист, перекладач. Народився в м. Почеп Стародубського полку (нині місто Брянської обл., РФ) в сім'ї дрібного українського шляхтича. Освіту здобув у парафіяльній школі м. Почеп, Чернігівському колегіумі та Київській академії (див. Києво-Могилянська академія). Військову кар'єру розпочав у Санкт-Петербурзі в лейб-гвардії Ізмайловському полку (1770). 1775 подав у відставку. Виступав з критикою показного лібералізму імператриці Катерини II, зазнав від самодержавства гонінь. 1779 був заарештований за звинуваченням у привласненні казенних грошей, позбавлений дворянства, чинів і засланий довічно до м. Оренбург (нині місто в РФ). Там він продовжив перекладацьку діяльність і співробітничав з дворянсько-революційним «Оренбурзьким таємним товариством». Після амністії 1805 залишився жити в м. Бузулук (нині місто Оренбурзької обл., РФ). Запропонував проект організації експедиції у Хіву (держава на території сучасних Узбекистану та Туркменістану) з метою оборони торговельних шляхів Російської імперії. Автор мемуарів («Мое время. Записки», 1815), що містять цікаві відомості з суспільно-політичного життя Російської імперії 2-ї пол. 18 ст., в тому числі й тогочасної України. Засуджував кріпацтво і відсутність громадянських свобод.